# Scytaliopsis ghardagensis
Scytaliopsis ghardagensis is een Pennatulaceasoort uit de familie van de Virgulariidae. De wetenschappelijke naam van de soort is voor het eerst geldig gepubliceerd door .